# Deropeltis pallipes
Deropeltis pallipes är en kackerlacksart som beskrevs av Lucien Chopard 1938. Deropeltis pallipes ingår i släktet Deropeltis och familjen storkackerlackor.
Artens utbredningsområde är Kenya. Inga underarter finns listade i Catalogue of Life.